# Гамильтон, Филиппа
Филиппа Гамильтон (фр. Filippa Palmstierna Hamilton; род. 3 декабря 1985 года, Париж) — французская и шведская топ-модель.
Родилась 3 марта 1985 года в Париже. Имеет шведско-французское происхождение, её отцом является граф Микаель Пальмстьерна Гамильтон, внебрачный сын графа Ульма Гамильтона и баронессы Маргареты Памльмстьерна, решением шведского суда от 1999 года, «благородность» его крови была доказана, и фактически модель имеет титул графини. Мать модели Беатрис Гамильтон является дизайнером ювелирных изделий и одежды.
Детство Филиппы прошло в городе Биарриц, Франция. В 15 лет она встретилась на улице Парижа с французским фотографом Марком Гиспаром, который предложил ей попробовать себя в модельном бизнесе. В 16 лет она уже снималась для крупной рекламной кампании Ralph Lauren, непрерывно дефилировала на показах бренда в течение шести лет до 2007 года.
На протяжении своей карьеры сотрудничала со многими известными фотографами, среди которых можно выделить Паоло Роверси, Марио Тестино, Артура Элгорта, Инесс Ван Лавсвирде и Терри Ричардсона.
В различное время принимала участие в показах: Balenciaga, H&M, Patek Philippe, Ralph Lauren и другие
В 2002—2014 годах появлялась на обложках и на внутренних разворотах ведущих мировых модных журналов, среди которых: Vogue (Австралия, Франция, Германия, Италия), Elle (Швеция, Испания, Италия), Marie Claire (Италия), Numéro (Франция) и другие.
В 2009 году стала участницей громкого скандала, вызванного тем, что её фотография для каталога Ralph Lauren в Японии была слишком явно обработана в графическом редакторе с целью уменьшения её реальной фигуры. По словам Филлипы, компьютерная обработка её фотографий была проведена без её ведома. Увидев себя на снимке, размещенном на рекламных билбордах в Японии, Филиппа была потрясена и обратилась к прессе. На момент проведения скандальной фотоссесии модель весила 54 килограмма при росте 174 сантиметра, однако работодатель счел модель слишком толстой. Компания Ralph Lauren, всячески пыталась замять скандал, утверждая что снимок был выпущен и использован по ошибке и совершенно не соответствует креативным стандартам и ценностям бренда.
В июне 2016 года вышла замуж за известного американского серфера, воспитывает сына.